# Nemesis Records
Nemesis Records незалежний рекорд-лейбл Сполучених Штатів Америки. Заснований у 1988 році.
Випущений лейблом дебютний студійний альбом «The Offspring», у 1989 р. панк-гурту The Offspring, а також їх 1991 році EP Baghdad. Nemesis був заснований «Big» Френком Харрісоном, розподілений на Cargo Records Канада і закритий в 1993 році.

## Артисти
- A Chorus Of Disapproval
- Against The Wall
- Bloodline
- Bonesaw
- Billingsgate
- Brujeria
- B'zrker
- Chicano-Christ
- The Chorus
- Crankshaft
- Curious George
- Downside
- Face Value
- Final Conflict
- Fishwife
- Gameface
- Haywire
- Hunger Farm
- Intent To Injure
- Left Insane
- The Offspring
- Olivelawn
- Once And For All
- One Step Ahead
- Our Band Sucks
- Pitchfork
- Point Blank
- Reason To Believe
- Schleprock
- Smile
- Toetag
- Uniform Choice
- Vision
- Visual Discrimination
- Walk Proud